# Van't Hoff (cráter)

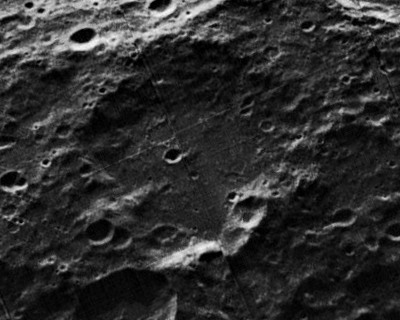
Imagen oblicua de la misión Lunar Orbiter 5

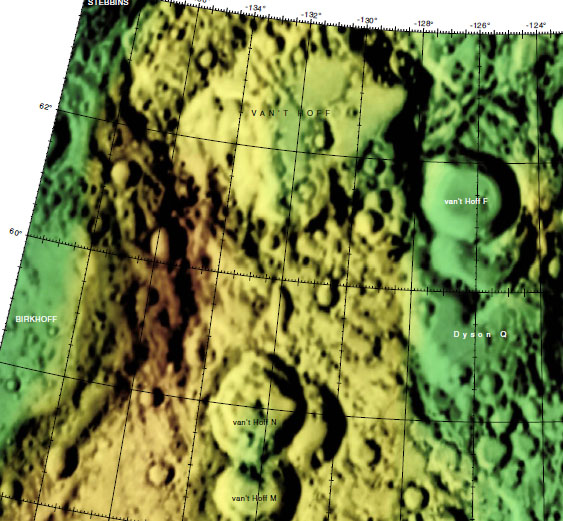
Entorno de Van't Hoff

Van't Hoff es un cráter de impacto localizado al noreste de la llanura amurallada del cráter Birkhoff, perteneciente a la cara oculta de la Luna. Al noroeste se encuentra el cráter Stebbins, y al este aparece Dyson, más pequeño. Este cráter se encuentra en altas latitudes septentrionales de la superficie lunar, casi a dos tercios del recorrido desde el ecuador hasta el polo.
|  |

El borde exterior de Van't Hoff está muy erosionado, con la forma del cráter distorsionada por impactos posteriores. El límite del borde aparece mal definido en la mitad occidental, donde la pared interna es anormalmente ancha. Este borde puede haber quedado cubierto por materiales eyectados de otros impactos situados hacia el oeste. En la cara oriental, el cráter se ha fusionado con uno o dos impactos, produciendo una doble protuberancia hacia el exterior. Se localizan varios impactos más pequeños en el borde este, con una marca en la superficie que forma un canal que se aleja hacia el nordeste a lo largo de casi un diámetro del cráter. Gran parte del suelo interior de Van't Hoff es relativamente plano, y está marcado por algunos pequeños cráteres. El más prominente de estos es un pequeño cráter en forma de copa en la mitad sur.

## Cráteres satélite
Por convención estos elementos son identificados en los mapas lunares poniendo la letra en el lado del punto medio del cráter que está más cercano a Van't Hoff.
|            | \| Van't Hoff \| Coordenadas \| Diámetro \| \| ---------- \| ------------------------------- \| -------- \| \| F \| 61°30′N 126°12′O / 61.5, -126.2 \| 41 km \| \| M \| 56°48′N 132°06′O / 56.8, -132.1 \| 36 km \| \| N \| 57°54′N 132°18′O / 57.9, -132.3 \| 46 km \| |          |
| Van't Hoff | Coordenadas | Diámetro |
| F          | 61°30′N 126°12′O / 61.5, -126.2 | 41 km    |
| M          | 56°48′N 132°06′O / 56.8, -132.1 | 36 km    |
| N          | 57°54′N 132°18′O / 57.9, -132.3 | 46 km    |